# José Luis Rosua
José Luis Rosua Campos ( 1 de febrero de 1953 (72 años) es un botánico, y profesor español . Desarrolla actividades académicas en la Universidad de Granada, sobre evaluación de Impacto Ambiental, restauración del Paisaje, gestión ambiental de Espacios Naturales Protegidos, y desarrollo sostenible y ambiente.

## Algunas publicaciones y colaboraciones de trabajos de investigación
- josé luis Rosúa Campos, lourdes lópez de Hierro Pérez. 2001. Procedencia de las especies vegetales autóctonas de Andalucía utilizadas en la restauración de la cubierta vegetal. Ed. Junta de Andalucía. 1.250 pp. ISBN 849578503X

- josé luis Rosúa Campos, emerencia alabarce Pertíñez. 1995. Flora exótica de la costa granadina Almuñécar. Volumen 15 de Colección Monográfica Tierras Del Sur. Ed. Servicio de Publicaciones de la Universidad de Granada. 259 pp. ISBN 843382130X

## Honores
- Presidente de la "Conferencia de Decanos de Ciencias Ambientales de España"

```
Miembro de Honor del Colegio Profesional de Licenciados y Graduados en Ciencias Ambientales de Andalucía (COAMBA).
```

- La abreviatura «Rosua» se emplea para indicar a José Luis Rosua como autoridad en la descripción y clasificación científica de los vegetales.[2]